# 乙酸钼(II)
乙酸钼(II)是一种配位化合物，化学式为Mo2(O2CCH3)4。它是黄色抗磁性的固体，对空气稳定，微溶于有机溶剂，分子中存在Mo-Mo四重键。

## 结构
乙酸钼(II)具有中国灯笼结构，与乙酸亚铑、乙酸铜和乙酸亚铬这类二聚乙酸盐同构，Mo2(O2CCH3)4晶体属三斜晶系，P1空间群，分子中的每个Mo中心有四个d层價電子，两个Mo的八个d电子形成一个σ鍵、两个π键和一个δ键，形成σ2π4δ2电子排布。四个乙酸根桥联两个金属中心。Mo-O的键长为2.119 Å，Mo-Mo的键长为2.0934 Å。

## 制备
乙酸钼(II)可由六羰基钼和乙酸反应得到，反应中羰基配體被乙酸根取代，放出一氧化碳，钼从零价氧化至正二价。
2 Mo(CO)6 + 4 HO2CCH3   →   Mo2(O2CCH3)4  +  12 CO  +  2 H2
反应会产生三核簇作为副产物。
六羰基钼和乙酸的反应最初由班尼斯特于1960年使用，当时金属-金属四重键未被发现，作者认为制得的Mo(O2CCH3)2具有四面体构型。后来，梅森对其表征，改变了这一观点。

## 应用
Mo2(O2CCH3)4可用于制备其它含四重键的钼化合物，反应中，乙酸根配体可以被其它配体取代，如[Mo2Cl8]4−和Mo2Cl4[P(C4H9)3]4。